# Мошер
Мошер — река в России, протекает в Юрлинском районе Пермского края. Устье реки находится в 13 км по левому берегу реки Белая Сюзьва. Длина реки составляет 12 км.
Всё течение реки проходит по ненаселённому лесу среди холмов Верхнекамской возвышенности, Мошер течёт на север параллельно границе Пермского края и Кировской области.

## Данные водного реестра
По данным государственного водного реестра России относится к Камскому бассейновому округу, водохозяйственный участок реки — Кама от истока до водомерного поста у села Бондюг, речной подбассейн реки — бассейны притоков Камы до впадения Белой. Речной бассейн реки — Кама.
По данным геоинформационной системы водохозяйственного районирования территории РФ, подготовленной Федеральным агентством водных ресурсов:
- Код водного объекта в государственном водном реестре — 10010100112111100000610
- Код по гидрологической изученности (ГИ) — 111100061
- Код бассейна — 10.01.01.001
- Номер тома по ГИ — 11
- Выпуск по ГИ — 1